# Hnyla Lypa
Die Hnyla Lypa (ukrainisch Гнила Липа, russisch Гнилая Липа Gnilaja Lipa, polnisch Gniła Lipa) ist ein Fluss der westlichen Ukraine.
Sie fließt durch die Oblast Ternopil fast parallel zur Solota Lypa. Städte am Fluss sind u. a. Peremyschljany, Rohatyn, Burschtyn. Sie mündet linksseitig in den Dnister, der wiederum ins Schwarze Meer mündet.